# Grindavísan
Grindavísan er et færøskt kvad der blev skrevet på dansk i 1830'erne. Forfatteren er den danske amtmand Christian Pløyen. Kvadet er skrevet som en hyldest til det færøske grindefangst (også kaldt grindedrab pga. det færøske ord grindadráp). Grindavísan blev udgivet i København i 1835. Før i tiden var det almindeligt at danse færøsk kædedans (grindadans) efter at der havde været grindedrab, for at fejre fangsten, og så kvad man Grindavísan. Dette er ikke almindeligt mere, men Grindavísan bliver lige så vel som andre danske/færøske viser og kvad sunget til færøsk kædedans rundt omkring på øerne, når danseforeningerne mødes til færøsk dans om vinteren, eller til Ólavsøka (Olaj) i Tórshavn. Grindavísan er flere gange udkommet i bog og i CD, LP mm. Visen bruges bruges i undervisningen i den færøske folkeskole. Omkvadet i visen lyder: Raske drenge grind at dræbe, det er vor lyst.